# 신지예
신지예(申智藝, 1990년 6월 20일~)는 대한민국의 정치인이다. 최근까지 국민의힘 새시대준비위원회 수석부위원장을 역임했고 소속된 정당은 없다. 본관은 평산이며 인천 출생이다.

## 학력
- 고등학교 졸업학력 검정고시(합격)
- 고려사이버대학교 문화컨텐츠학과(학사)[1]
- 미네르바 대학교 결정분석학(석사 재학)

## 생애
2004∼2005년 한국청소년모임 대표를 지냈다.
2020년 1월 22일 녹색당 공동운영위원장을 사퇴했다. 2020년 3월, 녹색당 탈당 후 21대 총선에서 무소속 지역구 출마를 선언했다. 이후 서대문구 갑에 무소속으로 출마했으며 3.23퍼센트의 득표율을 올리며 3위로 낙선했다.

## 정치 활동

### 2018년 서울시장 출마
2018년 제7회 전국동시지방선거 서울시장 선거에 녹색당 소속으로 출마하였다. '페미니스트 서울시장'을 메인 슬로건으로 사용하며, 페미니즘 정치의 필요성을 내세워 많은 호응을 받는 동시에 수십 번의 벽보 훼손 등 우여곡절을 겪었다.

#### 선거 결과
페미니스트를 표방하여 최종 득표수 82,874표로 3명의 원내정당 후보(김종민, 김진숙, 우인철)를 제치고 4위(득표율 1.7%)를 했다.

## 논란
- 혜화역 여성시위에서 시위 참가자들이 문재인 대통령에게 "문재인 재기해"라는 고인비하성 구호를 외친 것에 대해 신지예 전 녹색당 서울시장 후보는 "여성들이 당해온 거에 비해 그렇게 큰일은 아니라고 생각한다."고 밝혔다. "문재인 재기해"란 구호에서 '재기하다'란 단어는 고(故) 성재기 남성연대 대표가 2013년 마포대교에서 투신한 것을 비하하는 은어다.[8] 이후에는 "혜화역 집회에서 나온 일부 발언은 잘못됐다. 문제적 발언이다. 한국 사회의 가부장제에 도전하지 못하는 단어다. 새로운 비전을 제기하기도 어려운 구호다."라고 선을 긋고 거리를 두면서도, "하지만 일부의 문제적 구호와 여성들의 시위를 등치시키는 것에 대해서는 걱정이 있다."며 "여성들의 핵심적 구호는 불법촬영물을 제대로 해결해 달라는 것이었다."라고 말하였다.[9]

- 여성 2명과 남성 3명이 서로 폭행한 이수역 주점 폭행 사건을 두고 이준석 바른미래당 최고위원과 언쟁을 벌였다. 신지예 측은 욕설 여부에 관계없이 여성들이 폭행당한 것은 사실이라며 여성 혐오 범죄임을 주장했고, 이준석 최고위원은 여성 일행이 남성들을 향해 성적 희롱을 했으므로 여성 측이 가해자임을 주장했다. 사건에 대해 동작경찰서는 2018년 11월 16일 브리핑에서 "'이수역 폭행 사건'은 양쪽 모두 폭력을 행사한 것으로 조사됐다"며 "먼저 물리적인 접촉을 한 것은 여자 일행 가운데 한 명"이라고 발표했다.[10]

## 사건
지방선거 당시 신 후보의 선거 벽보가 훼손된 적 있다. 2018년 6월 6일 신 후보 측에 따르면 5월 31일 본격적인 선거운동이 시작되고 선거 벽보가 게시된 이후 강남구 21개, 동대문구 1개, 노원구 1개, 구로구 1개, 영등포구 1개, 서대문구 1개, 강동구 1개 등 총 27개의 신 후보 선거 벽보가 훼손됐다.
2020년 녹색당 당직자에게 성폭행 당한 사실을 공론화했다. 2021년 전 녹색당 당직자가 징역 3년 6개월을 선고받고 법정 구속됐다.

## 역대 선거 결과
|  | 0.76% |

|  | 1.67% |

|  | 3.23% |

|  | 0.37% |